# Conospermum paniculatum
Conospermum paniculatum (лат.) — кустарник, вид рода Коноспермум (Conospermum) семейства Протейные (Proteaceae), эндемик Западной Австралии. Цветёт с июля по ноябрь бело-голубыми цветками.

## Ботаническое описание
Conospermum paniculatum — открытый кустарник до 1,25 м высотой. Листья прикорневые, прямостоячие; черешок 1,5-10 см длиной; пластинка лопатковидная или очень узко-обратнояйцевидная, 5-21 см длиной, 5-15 мм шириной, гладкая. Соцветие — кистевидная метёлка длиной до 115 см, оканчивающаяся головками из 3-7 цветков; стебель от трёх- до шестиугольного; прицветники дельтовидные, 2-2,5 мм длиной, 4-5 мм шириной, с ржаво-белой опушкой. Околоцветник от белого до бледно-голубого, от белого до бархатно-ржавого цвета; трубка длиной 2-3,5 мм. Орех вазообразной формы, 1,5 мм длиной, 1,25 мм шириной, от белого до палевого с рыжими волосками.

## Таксономия
Впервые этот вид был описан в 1995 году Элеонорой Марион Беннетт во Flora of Australia по образцу, собранному ей в 1985 году у реки Скотт.

## Распространение и местообитание
Conospermum paniculatum — эндемик Западной Австралии. Встречается на пологих склонах, равнинах и болотах в округе Юго-Западный в Западной Австралии, где растёт на песчаных или глинистых почвах. Редкий вид, произрастет в болотистой местности между Басселтоном и рекой Скотт.